# Martin Kupf
Martin Kupf (* 12. März 1935 in Gablonz an der Neiße) ist ein österreichischer Restaurator und Denkmalschutzaktivist.

## Leben und Wirken
Martin Kupf verbrachte den größeren Teil seiner Schulzeit in Wien und maturierte am Gymnasium Albertgasse. Er studierte in der Folge Architektur an der Technischen Hochschule Wien und Restaurierung an der Akademie der bildenden Künste Wien. Dieses Studium schloss er mit dem Magistergrad ab.
Anschließend arbeitete er als Restaurator in der Österreichischen Galerie, beim Bundesdenkmalamt und zwischen 1966 und 2001 im Österreichischen Museum für Volkskunde in Wien.
Von Kupf stammt ein  allerdings nur teilweise realisiertes Restaurierungskonzept für die Straßenmöblierung der Wiener Ringstraße, er gestaltete unter anderem die Vorlagen für den Nachguss ehemaliger Litfaßsäulen in diesem Bereich. Weiters war er über lange Jahre für die Gesellschaft der Musikfreunde in Wien und für das Wiener Künstlerhaus tätig. Außerdem beschäftigt er sich mit historistischer Architektur.
Kupf setzt sich insbesondere für die Erhaltung der Wiener Innenstadt ein. So spricht er sich gegen bestimmte Typen moderner Straßenlaternen aus, etwa die Ersetzung der sogenannten „Bischofsstäbe“ beziehungsweise „Maiglöckchen“ am Wiener Schwarzenbergplatz durch klobigere Beleuchtungskörper. Zu diesem Thema führte er eine Umfrage durch, die die Ablehnung der neuen Laternen durch Anwohner und Touristen nachwies. Dieses Umfrageergebnis wurde notariell beglaubigt. Auch im Falle der Fußgängerzone Kärntner Straße fand sein Eintreten für traditionelle Beleuchtungskörper mediale Beachtung. Aktuell kritisiert er den geplanten Ausbau des Hotels Intercontinental, bei dem das bestehende Hotelgebäude aufgestockt und ein zweites etwa 73 Meter hohes Gebäude im UNESCO-Welterbegebiet der Wiener Innenstadt errichtet werden soll. Dieser zweite Turm würde laut Kupf den sogenannten Canaletto-Blick vom Schloss Belvedere auf die Wiener Innenstadt erheblich beeinträchtigen.
Martin Kupf ist Vizepräsident und Vorstandsmitglied der Österreichischen Gesellschaft für Denkmal- und Ortsbildpflege und Mitglied des Wiener Künstlerhauses.

## Auszeichnungen
- 2007 Goldener Lorbeer Künstlerhaus Wien[9]
- Jahr Berufstitel Professor

## Schriften
- mit Dieter Klein, Robert Schediwy, Bruno Maldoner: Wiener Stadtbild-Verluste seit 1945. Eine kritische Dokumentation. Edition Atelier, Wien 2001, ISBN 3-85308-054-5.
- mit Dieter Klein, Robert Schediwy: Stadtbildverluste Wien. Ein Rückblick auf fünf Jahrzehnte. Lit, Wien 2005, ISBN 3-8258-7754-X. (online)
- mit Erika Sieder, Dieter Klein, Alicia Ysabel Spengler, Robert Hölz: Architektur der Provinz Künstler um 1900 im Wechselgebiet. 2, – Tout Vienne!: Gustav Orglmeister: 1861–1953: der letzte Wiener k.u.k. Hofbaumeister. Verlag Bibliothek der Provinz, Weitra 2001, ISBN 3-901862-16-1.